# Stazione di Gifu

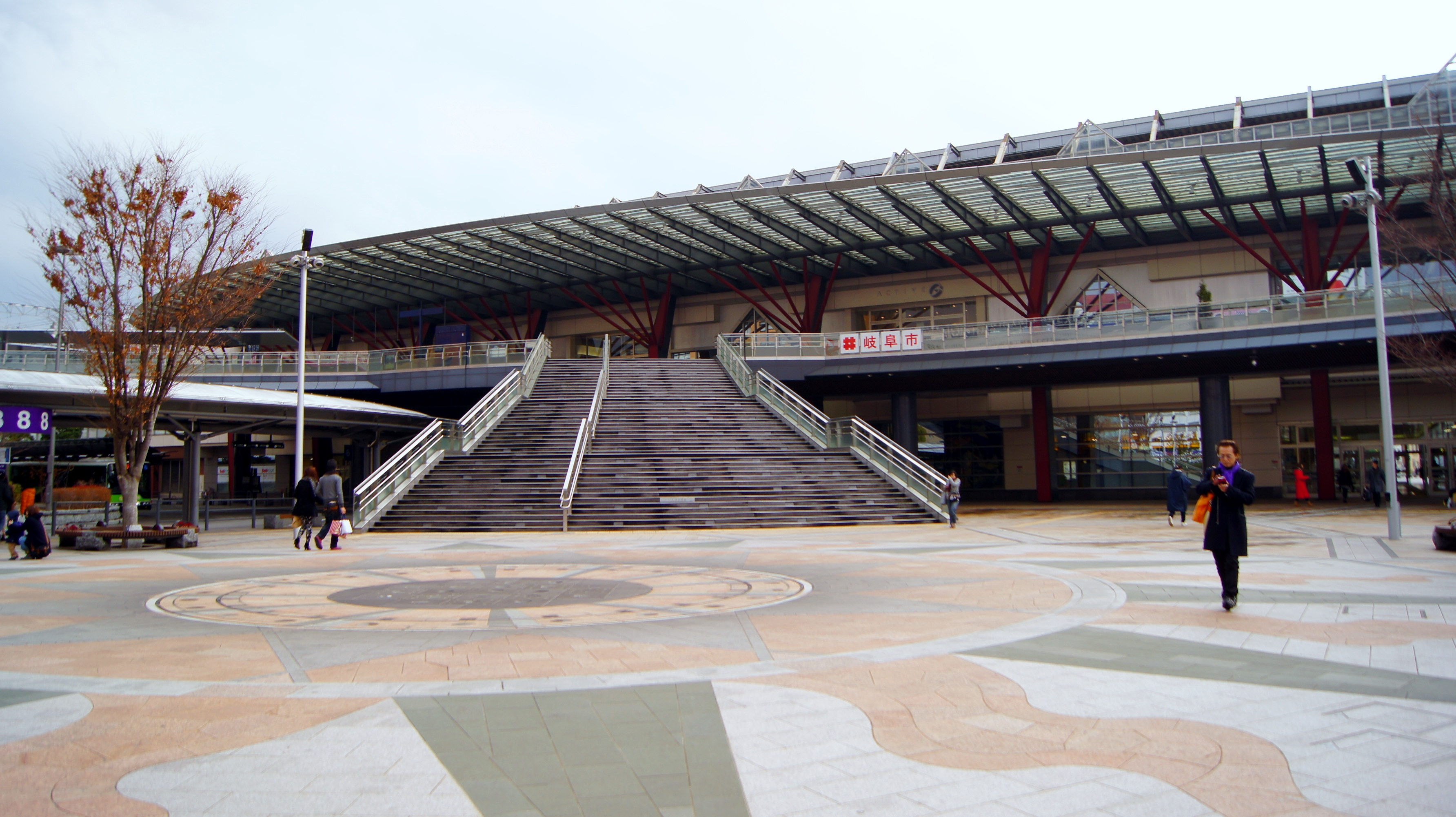
Vista della scalinata esterna

La Stazione di Gifu (岐阜駅?, Gifu-eki) è la principale stazione ferroviaria della città di Gifu, nella prefettura omonima, in Giappone. La stazione è passante per la linea Tōkaidō proveniente da Nagoya e diretta a Kyoto e Osaka, ed è capolinea per la linea Takayama, proveniente da Toyama, anche se quasi tutti i treni continuano fino a Nagoya innestandosi sulla Tōkaidō.
La stazione è adiacente a quella di Meitetsu Gifu delle Ferrovie Meitetsu.

## Linee
JR Central
■ Linea principale Tōkaidō
■ Linea principale Takayama

## Struttura
La stazione e costituita da tre marciapiedi a isola con 6 binari in superficie.
| 1-2 | ■ Linea principale Tōkaidō  | per Nagoya, Toyohashi e Taketoyo | - Espresso limitato Shinano dal binario 1  |
| 3   | ■ Linea principale Takayama | per Mino-Ōta e Takayama          |                                            |
| 3   | ■ Linea principale Tōkaidō  | per Nagoya, Toyohashi e Taketoyo | - Alcuni treni                             |
| 4   | ■ Linea principale Takayama | per Mino-Ōta e Takayama          | - Espresso limitato Hida                   |
| 4   | ■ Linea principale Tōkaidō  | per Ōgaki e Maibara              | - Alcuni treni                             |
| 4   | ■ Linea principale Tōkaidō  | per Nagoya, Toyohashi e Taketoyo | - Alcuni treni                             |
| 5   | ■ Linea principale Tōkaidō  | per Ōgaki e Maibara              |                                            |
| 5   | ■ Linea principale Tōkaidō  | per Nagoya, Toyohashi e Taketoyo | - Solo i treni partenti da questa stazione |
| 6   | ■ Linea principale Tōkaidō  | per Ōgaki e Maibara              |                                            |

## Stazioni adiacenti
| ≪                        | Servizio                                             | ≫                        |
| Linea principale Tōkaidō | Linea principale Tōkaidō                             | Linea principale Tōkaidō |
| ------------------------ | ---------------------------------------------------- | ------------------------ |
| Kisogawa                 | Locale                                               | Nishi-Gifu               |
| Owari-Ichinomiya         | Rapido Rapido sezionale Nuovo Rapido Rapido Speciale | Nishi-Gifu               |
| Owari-Ichinomiya         | Homeliner                                            | Hozumi                   |